# Кондоа
Кондоа — місто та адміністративний округ (називається Кондоа Міджі або місто Кондоа) в районі Кондоа регіону Додома Танзанії . За даними Національного перепису населення Танзанії 2012 року, населення округу Кондоа становило 14382 особи. За даними перепису населення 2002 року, загальна кількість населення була 21878 осіб.
Місто Кондоа — столиця району Кондоа. Будинки місцевого самоврядування були зведені здебільшого під час німецької колонізації. У місті також є районна лікарня, три середні школи рівня О, одна школа для дівчат рівня А та сільськогосподарський коледж. Існує також педагогічний коледж під назвою Бустані (сад в Кісвахілі). Є місцеве відділення банку NMB.
Клімат напівсухий. Сезон дощів — з кінця грудня до середини березня, а в інші дні року Кондоа отримує мало опадів. Погода переважно спекотна. У місті є гаряче джерело, що забезпечує питну воду для багатьох жителів. Також через містечко протікає річка, хоча в сухі місяці над землею майже немає води. Є гарний міст через річку.
Плем'я ірангі — найнаселеніша етнічна група в Кондоа, а їх рідною мовою є кіранґі. Оскільки це була зупинка на стародавній караванній дорозі, у Кондоа є значна меншина не ірангів.
У місті близько 70 % мусульман і 30 % християн, місцеві релігії практично вимерли. Відносини між релігійними групами хороші.

## Транспорт
Через місто проходить магістральна дорога Т5 від Додоми до Бабаті .